# Pollimyrus plagiostoma
Pollimyrus plagiostoma és una espècie de peix de nas d'elefant de la família Mormyridae present en diverses conques hidrogràfiques a l'Àfrica, entre elles els que alimenten el riu Congo. És nativa de la República Centreafricana i la República democràtica del Congo. Pot arribar a una grandària aproximada de 8,6 cm.
Respecte a l'estat de conservació, es pot indicar que d'acord amb la UICN, aquesta espècie pot catalogar-se en la categoria «Risc mínim (LC)».